# 法国国家奥林匹克和体育委员会
法国国家奥林匹克和体育委员会（法語：Comité national olympique et sportif français，CNOSF）是法國的國家奧林匹克委員會。該組織於1894年在巴黎成立，是國際奧林匹克委員會和歐洲奧林匹克委員會的成員。1896年，首次派員參加在希臘雅典舉辦的第一屆現代奧運會。
現時，法国国家奥林匹克和体育委员会的總部設在巴黎，主席是Denis Masseglia，她於2009年起出任此職。

## 外部連結
- 法國國家奧林匹克和體育委員會（页面存档备份，存于）（法文）